# Erycius Puteanus

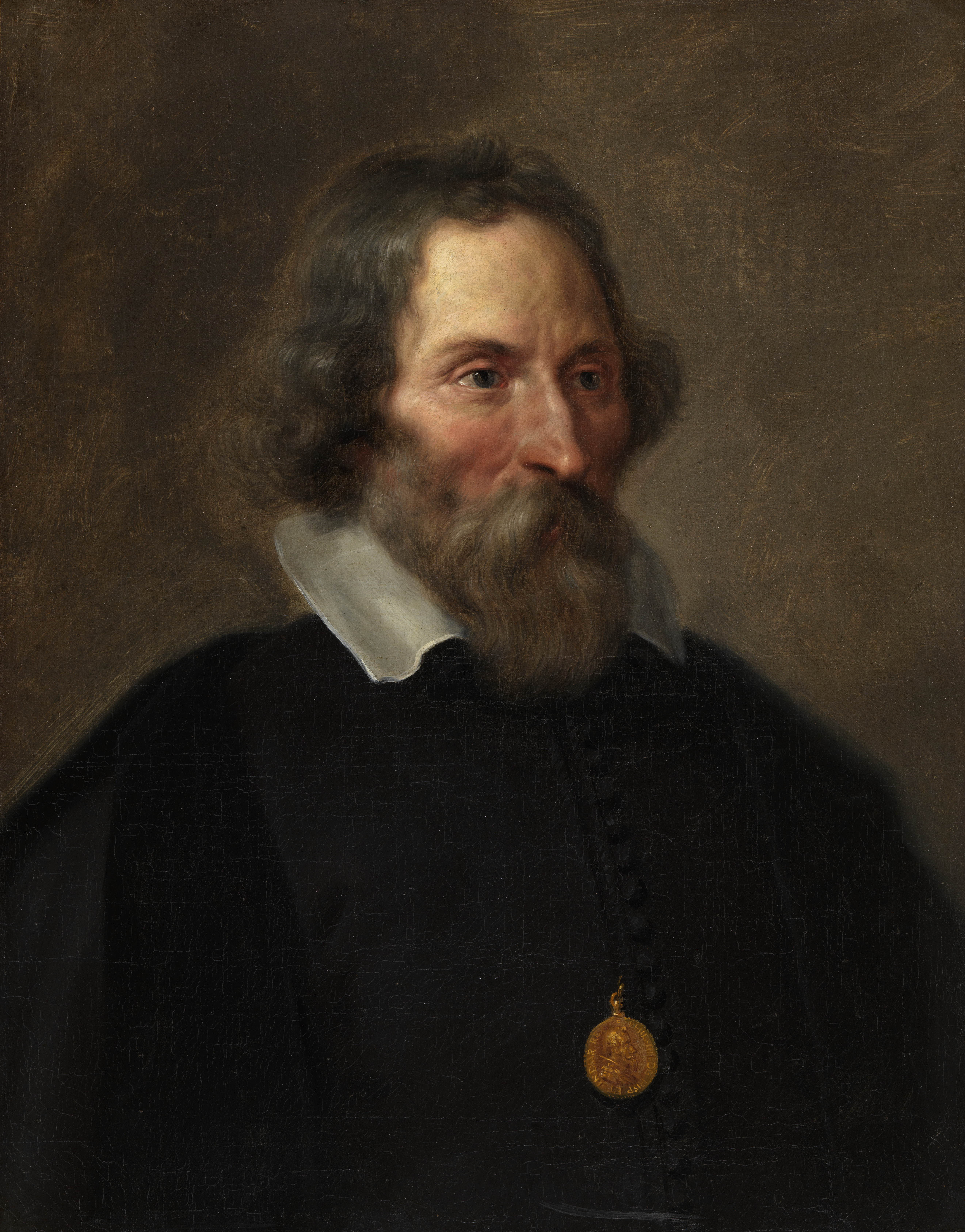
Thomas Willeboirts Bosschaert: Retrato de Erycius Puteanus con una medalla de Felipe III sobre el pecho y la inscripción «phil. iii d g hisp et indiar rex». Óleo sobre lienzo, 65,4 x 50,7 cm, Amberes, Museo Plantin-Moretus.

Erycius Puteanus, en España Ericio Puteano, latinización de Eric de Put o Hendrik van der Puttee (Venlo, 1574-Lovaina, 1646) fue un humanista y polígrafo flamenco, historiógrafo de Felipe III.

## Biografía
De familia patricia, inició sus estudios de latín a los diez años en Dordrecht, de donde pasó al colegio que tenían los jesuitas en Colonia. Allí obtuvo en 1595 el título de maestro en artes. Continuó sus estudios en Lovaina, donde tuvo como maestro a Justo Lipsio. Con el título de bachiller en leyes en 1597 se trasladó a Milán. Acogido por el cardenal Federico Borromeo, el primer libro que publicó Puteanus (Reliquiae convivii prisci, Milán, 1598) lo dedicó al convite con motivo de su recepción y a los comentarios que los invitados, todos ellos insignes eruditos, dedicaron a una inscripción latina junto con algunos poemas latinos de su cosecha. Durante su estancia en Italia publicó algunos tratados de teoría musical y mantuvo abundante correspondencia con personalidades de toda Europa, parte de ella publicada en Fráncfort en 1601. De 1600 a 1606 fue profesor de elocuencia en la escuela palatina de Milán y aprovechó los periodos vacacionales para viajar por Italia sin dejar de publicar sobre cuestiones diversas. Encargado de las lecciones solemnes de apertura de curso, asumió la defensa del laconismo y sostuvo la superior elegancia que tiene en el discurso el arte de decir mucho con pocas palabras, a lo que dedicó el opúsculo Laconismi Encomium editado en Milán en 1606 y de nuevo en Lovaina en 1609 (De laconismo syntagma) con sus respuestas a la polémica iniciada con la publicación del primero. También en Milán contrajo matrimonio en 1604 con Maria Maddalena della Torre, de una distinguida familia milanesa, con quien tuvo catorce hijos.
En octubre de 1606 fue llamado a ocupar la vacante dejada en la Universidad de Lovaina por Lipsio, fallecido en el mes de marzo. Ya no abandonará la ciudad ni las clases en su universidad, en la que permanecerá hasta su muerte. En reconocimiento de su magisterio y abundantes escritos, en 1608 recibió de los archiduques Alberto de Austria e Isabel Clara Eugenia el nombramiento de historiógrafo —que un año después solicitó también al rey Felipe III— y en 1614 el título de gobernador del castillo de Lovaina. Aunque se trataba de un cargo honorífico, le iba a permitir instalarse con su numerosa familia en el castillo de Mont-Cesar, castillo de los duques de Brabante a las puertas de la ciudad, al que tituló ciudadela de Palas.

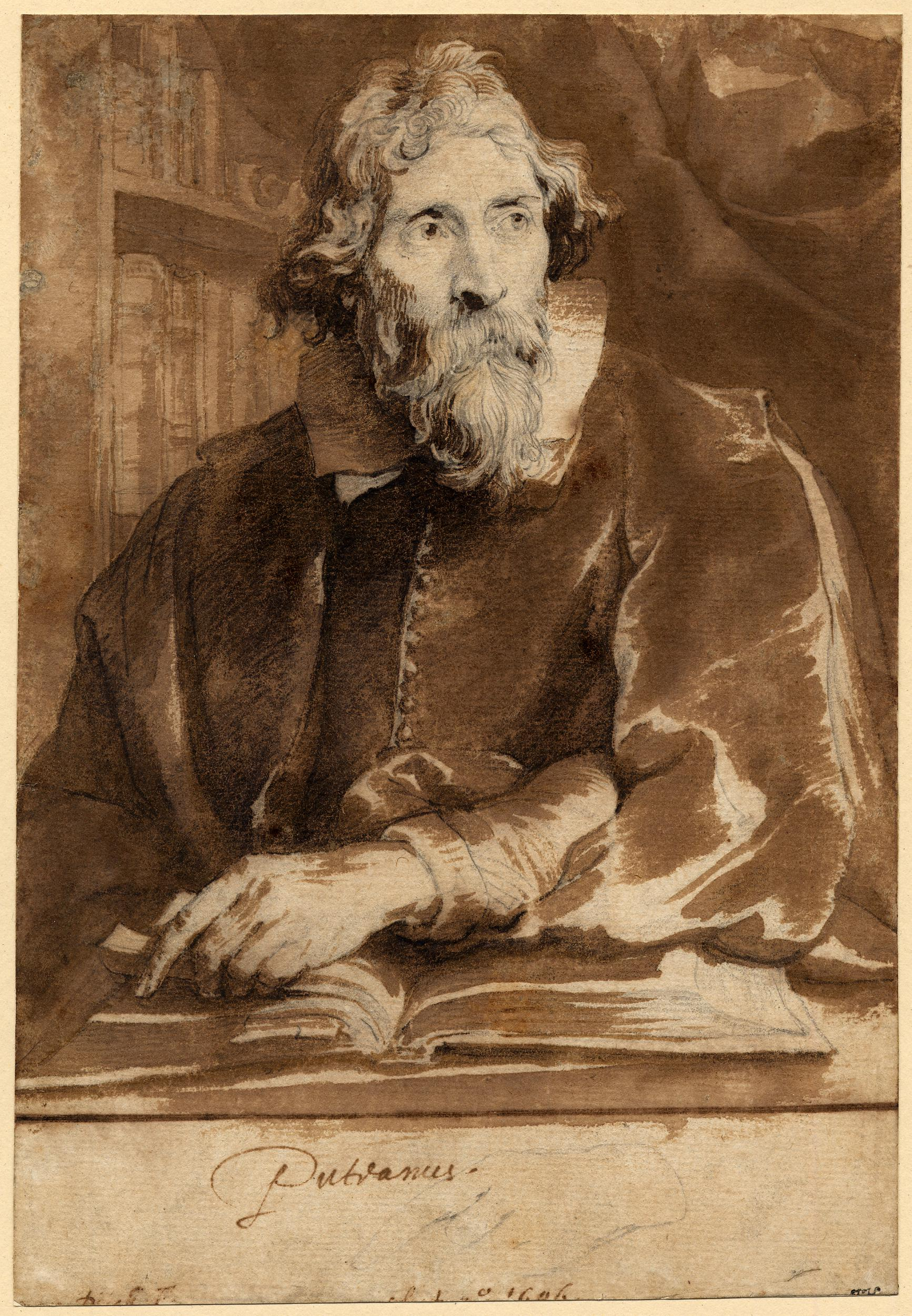
Anton van Dyck, estudio para el retrato de Puteanus grabado por Pieter de Jode II para la Iconografía. British Museum.

Su enorme curiosidad se ve reflejada en la multitud de sus obras , muchas de ellas escritas en un lenguaje que, por lacónico, resulta oscuro y de difícil comprensión, pleno de erudición pero atareado a menudo en cuestiones triviales. El juicio de Henri Pirenne sobre Puteanus es, por ello, extremadamente crítico, tachándolo de no ser más que un retórico afectado que declama sobre lugares comunes sin profundidad ni convicción. Lo mismo escribe un tratado didáctico sobre los cometas en la antigüedad (De Cometa, Lovaina, 1619), recogiendo sus observaciones del paso del cometa de 1618, que se ocupa de las monedas romanas y los salarios de la legiones (De stipendio militari apud Ro,, Lovaina, 1620) o redacta vidas de santos, la historia de los Médicis o los orígenes del beguinaje. A la muerte de su protector, el archiduque Alberto, publicó una biografía del gobernante y la relación de las exequias celebradas en Bruselas en su honor, ilustrada con sesenta y cuatro estampas grabadas por Cornelis Galle I según composiciones de Jacques Francquart.
En 1617, próxima a expirar la tregua de los doce años entre España y las Provincias Unidas de los Países Bajos, publicó De induciis Belgicis donde recomendaba prudencia, convencido de que si se dejaba pasar el tiempo los holandeses volverían a colocarse bajo la autoridad del rey de España. Reanudado el conflicto, en Belli et pacis statera, regias et fœderatas tractari coepta expenduntur, opúsculo publicado en 1633 y con numerosas ediciones posteriores, respondía en 36 páginas a una consulta sobre lo peligroso de continuar la guerra, actitud que fue calificada de tibia y replicada por Kaspar van Baerle (Gaspar Barlaeus) en el Anti-Puteanus siue politico-catholicus (Cosmopoli: apud Belgam Fidelem, 1633). Rindió tributo a la moda de los espejos de príncipes con la publicación de las Relaciones del cardenal Guido Bentivoglio, que había sido nuncio papal en Flandes, dedicadas al cardenal infante Fernando de Austria, recién nombrado gobernador de los Países Bajos. Todavía pocos meses antes de morir y delicado de salud publicó un tratado sobre fortificaciones (Munitionum symmetria, Lovaina, 1645), otro sobre ferias y mercados en Roma (De nundinis) y un poema con notas sobre Bruselas de 146 páginas in-folio.